# Alessandro Corbelli
Répertoire
Dandini / Don Magnifico - La Cenerentola, Rossini
Don Geronio - Il Turco in Italia, Rossini
Bartolo - Il barbiere di Siviglia, Rossini
Gianni Schicchi - Gianni Schicchi, Puccini
Don Alfonso - Così fan tutte, Mozart
Alessandro Corbelli, né à Turin le 21 septembre 1952, est un baryton italien. Célèbre notamment pour avoir chanté dans les plus grands opéras de Rossini (Il Barbiere di Siviglia, La Cenerentola, L'Italiana in Algeri, Il Turco in italia), de Donizetti (Don Pasquale, La Fille du régiment) ou de Mozart (Don Giovanni, Così fan tutte).

## Biographie
Né et formé à Turin, Alessandro Corbelli est l'un des plus célèbres interprètes de Rossini et Mozart. Après des études au lycée Vittorio Alfieri de Turin et des études de chant sous la direction de Giuseppe Valdengo et Claude Thiolas, il fait ses débuts à Aoste en 1973 avec Rigoletto, dans le rôle du comte de Monterone. En 1974, il est Marcello dans La Bohème au Teatro Donizetti de Bergame, en 1975 Giorgio Germont dans La Traviata au Teatro Comunale de Bologne.
Ses interprétations de Falstaff (Falstaff) et de Belcore (L'Elisir d'Amore) sont très connues, mais ses interprétations de La Cenerentola de Gioachino Rossini dans le rôle de Don Magnifico et, en particulier, de Dandini se distinguent. Récemment, il a fait ses débuts dans les rôles de Dulcamara (L'Elisir d'Amore), Taddeo (L'Italiana in Algeri), Guglielmo (Così fan tutte), Gianni Schicchi (dans l'opéra du même nom), Raimbaud (Le Comte Ory).
En 2017, il a remporté un Oscar pour l'opéra.

## Festivals
Il est un invité régulier et très important dans beaucoup de festivals, tels que celui de Salzbourg, d'Édimbourg, de Schwetzingen, de Glyndebourne, de Ravenne, et surtout le Festival de Pesaro.

## Voix et jeu scénique
Sa voix de baryton, semblable à une voix de baryton-basse, voire de basse, possède un ton très chaleureux et des harmoniques fantastiques. De plus, grâce à sa grande facilité à manier graves et aigus, Corbelli a pu interpréter des personnages de manière réaliste, d'autant plus que son excellent jeu scénique l'aide à captiver le spectateur, surtout lorsqu'il incarne des personnages drôles, comme Don Magnifico, peut-être le plus drôle de tous les rôles de basses-bouffes dans l'opéra italien. Il s'est inscrit dans l'Histoire du bel canto, et fait partie des plus grands barytons italiens, comme Bruno Praticò, ou aujourd'hui, Paolo Bordogna.

## Discographie
| Année | Compositeur        | Opéra                | Rôle       | Casting et chef d'orchestre                                                     | Label               |
| ----- | ------------------ | -------------------- | ---------- | ------------------------------------------------------------------------------- | ------------------- |
| 1979  | Gioacchino Rossini | L'Italiana in Algeri | Haly       | Lucia Valentini Terrani, Wladimiro Ganzarolli, Francisco Araiza, Gabriele Ferro | Fonit Cetra         |
| 1980  | Gioacchino Rossini | La Cenerentola       | Alidoro    | Lucia Valentini Terrani, Francisco Araiza, Enzo Dara, Gabriele Ferro            | Fonit Cetra         |
| 1981  | Niccolò Piccinni   | La Cecchina          | Mengotto   | Margherita Rinaldi, Lucia Aliberti, Ugo Benelli, Gianluigi Gelmetti             | Warner Fonit        |
| 1987  | Gioacchino Rossini | L'Italiana in Algeri | Haly       | Agnes Baltsa, Ruggero Raimondi, Frank Lopardo, Claudio Abbado                   | Deutsche Grammophon |
| 1991  | Gioacchino Rossini | Il Turco in Italia   | Prosdocimo | Simone Alaimo, Sumi Jo, Raul Giménez, Neville Mariner                           | Decca               |
| 1991  | Gaetano Donizetti  | Rita                 | Gasparo    | Adelina Scarabelli, Pietro Ballo, Federico Bonetti Amendola                     | Nuova Era           |
|       |                    |                      |            |                                                                                 |                     |
|       |                    |                      |            |                                                                                 |                     |
|       |                    |                      |            |                                                                                 |                     |
|       |                    |                      |            |                                                                                 |                     |
|       |                    |                      |            |                                                                                 |                     |
|       |                    |                      |            |                                                                                 |                     |
|       |                    |                      |            |                                                                                 |                     |